# Sergei Eduardowitsch Bortkiewicz

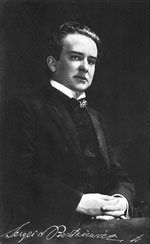
Sergei Eduardowitsch Bortkiewicz, 1905

Sergei Eduardowitsch Bortkiewicz (Сергей Эдуардович Борткевич/Sergei Eduardowitsch Bortkewitsch; * 16. Februarjul. / 28. Februar 1877greg. in Charkiw, Russisches Kaiserreich; † 25. Oktober 1952 in Wien) war ein in der heutigen Ukraine geborener, russisch akkulturierter Komponist polnischer Herkunft, der die meiste Zeit seines Lebens in Deutschland und Österreich verbrachte. 

## Werdegang
Bortkiewicz studierte 1896 bis 1899 in Sankt Petersburg bei Karel van Ark und Anatoli Ljadow und danach bis 1902 in Leipzig bei Alfred Reisenauer, Karl Piutti und Salomon Jadassohn. Von 1904 bis 1914 lebte er in Berlin, wo er ein Jahr am Klindworth-Scharwenka-Konservatorium unterrichtete und von wo aus er Konzertreisen durch ganz Europa unternahm. Nach dem Ausbruch des Ersten Weltkrieges kehrte er nach Russland zurück.

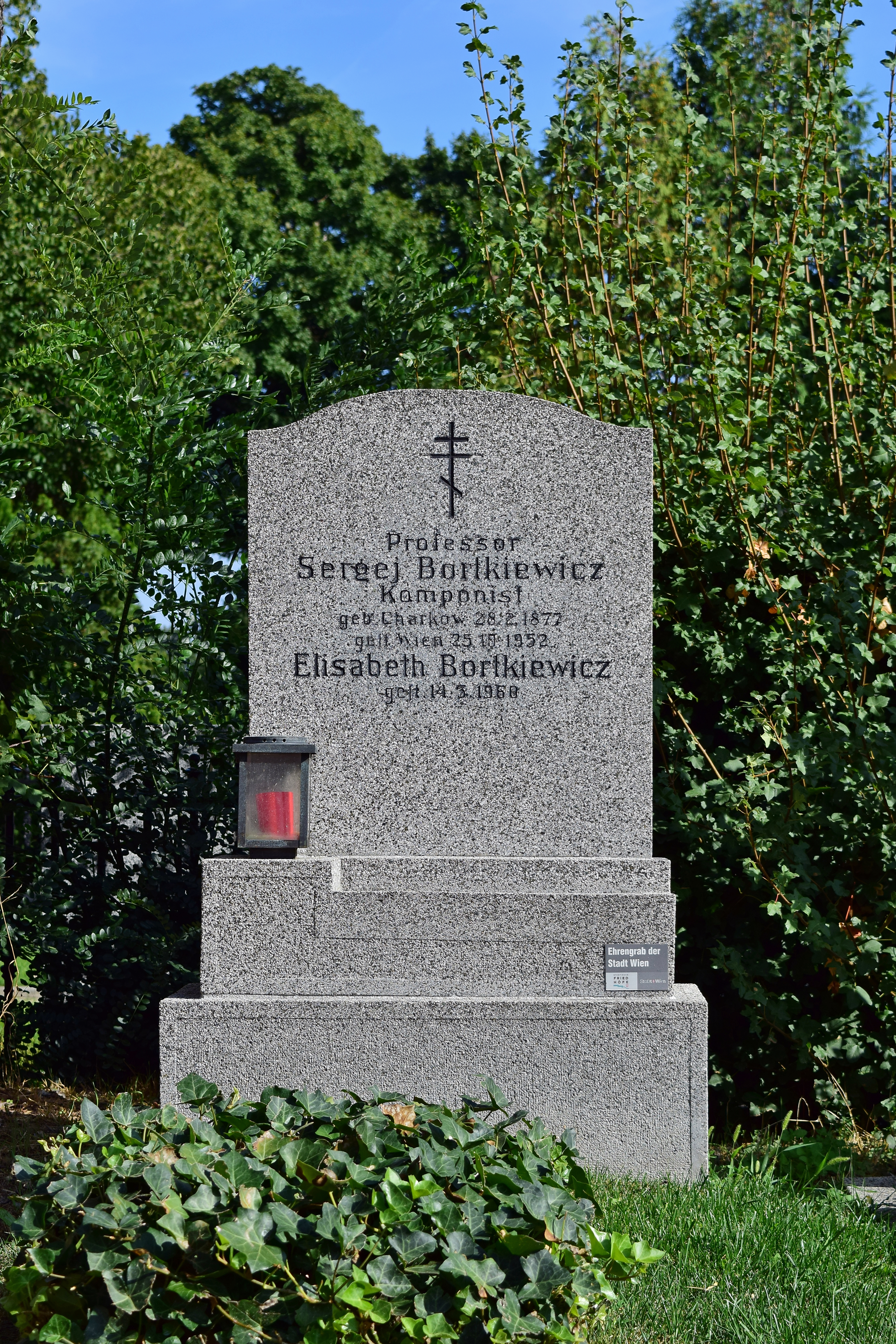
Grab von Sergei Bortkiewicz auf dem Wiener Zentralfriedhof

Vor der russischen Revolution flüchtete er auf sein Gut Artemowka bei Charkiw. Nach der Plünderung durch die Rote Armee ging er nach Sewastopol, von wo aus ihm 1920 die Flucht nach Konstantinopel gelang. 1922 übersiedelte er nach Wien. 1925 erhielt er die österreichische Staatsbürgerschaft. 1928 bis 1933 lebte er erneut in Berlin. Nach der Ernennung Hitlers zum Reichskanzler kehrte er nach Wien zurück. Er verstarb dort 1952 und wurde in einem ihm ehrenhalber gewidmeten Grab auf dem Wiener Zentralfriedhof (30A-3-5) bestattet.
Bortkiewicz komponierte eine Oper, zwei Sinfonien, ein Cello-, ein Violin- und drei Klavierkonzerte, mehrere Orchester- und Kammermusikwerke sowie zahlreiche Klavierstücke.
Er übersetzte eine Auswahl des 13 Jahre dauernden Briefwechsels zwischen dem Komponisten Peter Iljitsch Tschaikowsky und dessen Mäzenin Nadeschda von Meck ins Deutsche, die 1938 unter dem Titel Die seltsame Liebe Peter Tschaikowsky’s und der Nadjeschda von Meck veröffentlicht wurde.

## Werke
- op. 1 Klavierkonzert (vom Komponisten vernichtet)
- op. 2 Sechs Lieder für Gesang und Klavier (nach Gedichten von Emmy Destinn, Erna Heinemann und Heinrich Heine, 1904)
- op. 3 Vier Klavierstücke (1906)
- op. 4 Impressionen (7 Klavierstücke, 1905)
- op. 5 Minuit (2 Klavierstücke, 1907)
- op. 6 Drei Klavierstücke (1906)
- op. 7 Zwei Klavierstücke (1908)
- op. 8 Esquisses de Crimée (4 Klavierstücke, 1908)
- op. 9 Klaviersonate Nr. 1, H-Dur (1907)
- op. 10 Vier Klavierstücke (1908)
- op. 11 Six pensées lyriques (für Klavier, 1909)
- op. 12 Drei Klavierstücke (1910)
- op. 13 Sechs Präludien (1910)
- op. 14 Aus meiner Kindheit (6 leichte Klavierstücke für die Jugend, 1911)
- op. 15 Zehn Etüden für Klavier (1911)
- op. 16 Klavierkonzert Nr. 1, B-Dur (1912)
- op. 17 Lamentationen und Consolationen (8 Klavierstücke, 1914)
- op. 18 Russische Tänze (für Orchester, 1914)
- op. 19 Othello (Symphonische Dichtung, 1914)
- op. 20 Konzert für Violoncello und Orchester, c-moll (in einem Satz, 1915)
- op. 21 Der kleine Wanderer. 13 Miniaturen für Klavier (1922)
- op. 22 Konzert für Violine und Orchester, d-moll (1922)
- op. 23 Sieben Gedichte von Paul Verlaine (Liederzyklus, 1918)
- op. 24 Trois morceaux (für Klavier, 1922)
- op. 25 Drei Stücke für Cello und Klavier (1922)
- op. 26 Sonate g-Moll für Violine und Klavier (1922)
- op. 27 Drei Walzer (für Klavier, 1924)
- op. 28 Klavierkonzert Nr. 2 (für die linke Hand; komponiert 1924 für Paul Wittgenstein, der es auch mit Erfolg zur Aufführung brachte)
- op. 29 Douze nouvelles Etudes „illustrées“ (Zwölf neue Etüden, für Klavier, 1924)
- op. 30 Musikalisches Bilderbuch. Aus Andersens Märchen (12 Klavierstücke, 1925)
- op. 31 Russische Weisen und Tänze (für Klavier zu vier Händen, 1925)
- op. 32 Klavierkonzert Nr. 3, c-moll "Per aspera ad astra" (in einem Satz, 1926)
- op. 33 Dix Preludes (für Klavier, 1926)
- op. 34 Träume (Nox erat - et caelo fulgebat luna serena). Ein Nachtstück für Orchester (1927)
- op. 35 Ein Roman (8 Klavierstücke, 1928)
- op. 36 Sonate für Cello und Klavier (1924)
- op. 37 Tausendundeine Nacht. Orientalische Ballettsuite (1926)
- op. 38 Trio für Klavier, Violine und Violoncello (1928)
- op. 39 Kindheit. 14 leichte Klavierstücke nach dem Roman von Lew Tolstoi (1930)
- op. 40 Sieben Präludien für Klavier (1931)
- op. 41 Suite für Violoncello solo
- op. 42 Ballade (für Klavier, 1931)
- op. 43 Hafis Lieder nach Hans Bethge, für Singstimme und Orchester oder Orgel/Klavier (1931)
- op. 44 Lyrisches Intermezzo für Violine und Orchester (1934)
- op. 45 Russische Rhapsodie für Klavier und Orchester (1935)
- op. 46 Elegie (für Klavier, 1932)
- op. 47 Russische Gedichte (Lieder, 1932)
- op. 48 Im 3/4-Takt (6 Klavierstücke, 1932)
- op. 49 Zwei Klavierstücke (1933)
- op. 50 Akrobaten (Oper, 1938)
- op. 51 Österreichische Suite für Streichorchester (1939)
- op. 52 Symphonie Nr. 1, D-Dur "Aus meiner Heimat" (1935)
- op. 53 Ouvertüre zu einer Märchenoper (1946)
- op. 54 Marionetten (9 Klavierstücke, 1938)
- op. 55 Symphonie Nr. 2, Es-Dur (1937)
- op. 56 Im Park. Liederzyklus nach Texten von Curt Böhmer (für Singstimme und Klavier, 1946)
- op. 57 Heitere Suite für großes Orchester (1939)
- op. 58 Jugoslawische Suite für Orchester (1940)
- op. 59 Lyrica Nova (4 Klavierstücke, 1940)
- op. 60 Klaviersonate Nr. 2, cis-Moll (1942)
- op. 61 Miscellana (6 Klavierstücke, 1941)
- op. 62 Sternflug des Herzens. Sieben Lieder nach Texten von Grete Körber (für Singstimme und Klavier, 1942)
- op. 63 Suite für Violine und Klavier (1945)
- op. 64 Drei Mazurken für Klavier (1945)
- op. 65 Vier Klavierstücke (1946)
- op. 66 Preludes (6 Klavierstücke, 1947)
- op. 67 Vier Lieder nach Texten von Joseph Bubl (für Singstimme und Klavier, 1948)
- op. 68 Tom Sawyer's Abenteuer (6 leichte Klavierstücke, 1948)
- op. 69 Drei Lieder nach Gedichten von Arthur Schopenhauer (1948)
- op. 70 Cinq Esquisses de femmes (5 Klavierstücke, 1950)
- op. 71 Drei Melodramen (1950/51)
- op. 72 Sechs Lieder (1951/52)
- op. 73 Drei Lieder (1951/52)
- op. 74 Drei Lieder nach Texten von Edmund Schwab (1952)

## Dokumente
- Autographe von Sergei Bortkiewicz befinden sich im Bestand 21064 Anton J. Benjamin / Hans C. Sikorski KG, Leipzig im Sächsischen Staatsarchiv, Staatsarchiv Leipzig.